# حاحا وتفاحة (فلم)
حاحا وتفاحة فيلم كوميدي مصري إنتاج عام 2006، بطولة طلعت زكريا، ياسمين عبد العزيز وحسن حسني، تأليف بلال فضل وإخراج أكرم فريد.
تاريخ عرض الفيلم يوافق عيد الأضحى 1427 هـ.

## قصة الفيلم
تدور أحداث الفيلم حول "حاحا" وشقيقته "تفاحة الذين يعيشان في أحد المنازل الشعبية في منطقة عابدين حيث يعمل "حاحا" "نوباتشي" أفراح وهو الشخص الذي يجمع النقطة من أمام العوالم في الأفراح الشعبية بينما تعمل "تفاحة" ممرضة في أحد المستشفيات وأثناء الأحداث ينشأ صراع بين الاثنين على امتلاك المنزل حيث يسعى "حاحا" للزواج فيه أما "تفاحة" فتسعى للزواج من "فوزي" بائع الأنابيب

## الممثلون
- ياسمين عبد العزيز: (تفاحة)
- طلعت زكريا: (حاحا)
- حسن حسني: (مناويشي عم حاحا وتفاحة)
- ريكو: (فوزي)
- مروى: (مايسة)
- لقاء الخميسي: (سامية)
- علي ماهر: (الطبيب)
- حسن عبد الفتاح: (هشك)
- لطفي لبيب: (والد سامية)
- ضياء الميرغني: (المعلم زهني)
- عفاف رشاد: (نعمة - شقيقة حاحا وتفاحة)
- عنبر
- شريف خير الله: (الضابط)
- لبنى محمود: (والدة سامية)
- سلوى عثمان: (شقيقة حاحا وتفاحة)
- علاء زينهم
- يوسف عيد
- نادية العراقية: (شقيقة حاحا وتفاحة)
- مصطفى هريدي: (العريس)

## فريق العمل
- إخراج: أكرم فريد
- تأليف: بلال فضل
- إنتاج: محمد السبكي
- توزيع: الشركة العربية للإنتاج والتوزيع السينمائي
- مونتاج: معتز الكاتب
- موسيقى تصويرية: نبيل علي ماهر
- مدير التصوير: محسن نصر

## روابط خارجية
- مقالات تستعمل روابط فنية بلا صلة مع ويكي بيانات